# Dendropanax larensis
Dendropanax larensis là một loài thực vật có hoa trong Họ Cuồng cuồng. Loài này được Steyerm. mô tả khoa học đầu tiên năm 1952.